# Les Aristos
Pour plus de détails, voir Fiche technique et Distribution.
Les Aristos est un film français réalisé par Charlotte de Turckheim et sorti en 2006.

## Synopsis
La famille d'Arbac de Neuville est une famille d'aristocrates désargentés qui, pour survivre et continuer à habiter leur château en délabrement, doivent s'adonner à quelques combines, comme vendre de faux meubles d'époque aux touristes. Un jour surgit un huissier diligenté par le Trésor Public pour le recouvrement d'une somme de près de deux millions d'euros au titre de l'impôt. En cas de défaut de paiement, l'ensemble des biens de la famille sera saisi. S'ensuit une course contre la montre pour trouver la somme. Tout est tenté, une visite chez les lointains cousins encore riches, une recherche d'emploi à l'ANPE, sur les conseils de Pauline, facteur et amie de la famille, mais rien n'y fait. Finalement, c'est Charles-Antoine, l'aîné, qui va devoir se rendre à un rallye pour aller à la pêche à la jeune aristocrate célibataire, à savoir Marie-Astrid Saumur-Chantilly de Fortemure, héritière richissime mais particulièrement repoussante et bête. Le mariage est en passe d'être organisé, mais Charles-Antoine s'entiche de Pauline, opposant aux intérêts de la famille les raisons du cœur que la raison ignore...

## Fiche technique
- Titre : Les Aristos
- Réalisation : Charlotte de Turckheim
- Scénario : Charlotte de Turckheim et Jean-Marie Duprez
- Décors : Françoise Dupertuis
- Costumes : Sylvie de Segonzac
- Photographie : Pascal Ridao
- Montage : Anne Lafarge
- Musique : Marc Marder
- Production : Stéphane Marsil
- Sociétés de production : Hugo Films
- Société de distribution : TFM Distribution (France)
- Budget : 7 600 000 euros
- Pays d'origine :  France
- Langue : français
- Format : couleur - 35 mm - son Dolby
- Genre : comédie
- Durée : 85 minutes
- Dates de sortie : France : 20 septembre 2006

## Distribution
- Charlotte de Turckheim : la comtesse Solange Poitou Castilla de la Taupinière
- Jacques Weber : le comte Charles-Valérand d'Arbac de Neuville
- Vincent Desagnat : Charles-Édouard « Daddy » d'Arbac de Neuville
- Rudi Rosenberg : Charles-Antoine d'Arbac de Neuville
- Johanna Piaton : Marie-Charlotte d'Arbac de Neuville
- Catherine Jacob : la duchesse Marie-Claude Saumur-Chantilly de Fortemure
- Armelle : Marie-Karoline
- Sébastien Cauet : maître Gilbert Convert
- Julia Piaton : Pauline
- Edith Perret : la comtesse Marthe Ambroisine
- Victoria Abril : la duchesse Pilar de Malaga i Benidorm
- Rossy de Palma : la duchesse Maria de Malaga i Benidorm
- Hélène de Fougerolles : Marie-Stéphanie de Montcougnet
- Douglas Brosset : Philippe de Montcougnet
- Urbain Cancelier : le duc Réginald Saumur-Chantilly de Fortemure
- Gaëlle Lebert : Marie-Astrid Saumur-Chantilly de Fortemure
- Éric Le Roch : Stanislas de Montcougnet
- Benjamin Castera : Charles-Emeyric d'Arbac de Neuville
- Antoine de Turckheim : Charles-Victor d'Arbac de Neuville
- Arthur Derancourt : Charles-Hubert d'Arbac de Neuville
- Oscar Derancourt : Charles-Gustave d'Arbac de Neuville
- Timothée Kempen-Hamel : Charles-Anatole d'Arbac de Neuville
- Sébastien Cotterot : Gonzague de Saint-Elboeuve
- Élodie Bollée : Marie-Estelle Saumur-Chantilly
- Thierry Buenafuente : le directeur de la banque
- Josette Ménard : la ménagère
- Christine Paolini : la mère de famille
- Philippe Mareuil : l'homme âgé du château
- Laurent Berthet : l'usager du métro
- Lolo Zazar : l'employé de l'ANPE
- Gérard Colombani : l'aboyeur
- Emilie Pfeffer : l'ingrate
- Swann Arlaud : le beau gosse
- Catherine Hosmalin : la maîtresse de maison 1
- Chantal Ladesou : la maîtresse de maison 2
- Éric Naggar : le maître de maison 1
- Jean-Marie Duprez : le maître de maison 2
- Philippe Landoulsi : le pilote d'hélico
- Stéphane Bern : lui-même
- Audrey Langle : mère 1
- Lydia Mirdjanian : mère 2
- Roger Patrice Bernard : le journaliste
- Tilly Mandelbrot : la petite fille
- Noé Fagnoni-Adjedje : le petit garçon
- Sissi Duparc : la mère du petit garçon
- Evelyne Macko : la Joconde japonaise
- Lionel Mur, Jean-Pierre Lazzerini : les conducteurs de dépôt
- Tom Volf, Stanislas Marsil, Stanislas Thuret : les fils "à papa"
- Mathilde Vitry, Olivier Pajot : les parents aristos
- Amandine Venuti, Clémence Mercier : les pimbêches
- Michaël Troude, Alban Lenoir, Philippe Morel  : les loubards
- Léa Fergui, Lucie Basch, Pénélope Biessy : les danseuses
- Grichka Berekachvili, Matthias Cadéac d'Arbaud, Luc Arnal, Paul Viguier : les musiciens du groupe de rock

## Production
Le film a été tourné au Château de Nandy (77) et à Paris.